# Cylindrocarpon musae
Cylindrocarpon musae är en svampart som beskrevs av C. Booth & R.H. Stover 1974. Cylindrocarpon musae ingår i släktet Cylindrocarpon och familjen Nectriaceae.   Inga underarter finns listade i Catalogue of Life.